# Dawn of the New Athens
Dawn of the New Athens (з англ. Світанок Нових Афін) — четвертий студійний альбом американського симфо-метал гурту Aesma Daeva, випущений у 2007 році.

## Про альбом
З точки зору звучання, це найвдаліший реліз Aesma Daeva. Альбом був записаний у Wax Trax в Чикаго. У записі альбому брала участь нова вокалістка гурту Лорі Льюїс, хоча деякі пісні з альбому вже виконувалися Меліссою Ферлаак, яка покинула гурт.
Назва альбому походить з роману «Кінець дитинства» англійського письменника Артура Кларка. Нові Афіни (New Athens) — це образ колонії без боротьби, гніву, праведного обурення, і яка таким чином урешті-решт сама себе знищує.

## Список композицій
1. «Tisza's Child» — 6:36
2. «The Bluish Shade» — 5:14
3. «Artemis» — 6:22
4. «Hymn to the Sun» — 4:21
5. «D'Oreste» (кавер-версія арії з опери Ідоменей, цар Критський Моцарта) — 3:25
6. «The Camp of Souls» — 5:36
7. «Ancient Verses» — 4:32
8. «Since the Machine» — 6:49
9. «The Loon» — 6:32